# Vor Frelser Kirke (Nuuk)
 For alternative betydninger, se Vor Frelsers Kirke.
Vor Frelser Kirke (grønlandsk: Annaassisitta Oqaluffia) er en trækirke i Nuuk, Grønlands hovedstad, der fungerer som domkirke for den lutherske kirke i Grønland. 
Kirken ligger ved Kolonihavnen, som er den ældste bydel i Nuuk. Vor Frelser Kirke blev bygget i 1848-49 og indviet 6. april 1849. Den blev bygget af midler fra Karen Ørsteds legat. Da kirken var færdigbygget overtog den funktionen fra tidligere kirker i Nuuk, hvor den ældste var fra 1758. Tårnet er af nyere dato; det blev bygget i 1928. I 1949 fik kirken elektrisk lys.
Oprindeligt var Vor Frelser Kirke bygget i bindingsværk og fedtsten, men den er senere klædt med paneler udvendigt, som er malet røde. Indvendigt er der også panelbeklædning, der er malet hvid. De to store messinglysestager, som står ved siden af alteret, er en gave fra Den norske kirke.
Nær kirken er der to statuer. Den ene er af Jonathan Petersen, en nu afdød organist og salmedigter. På en klippe i nærheden står det også en statue af den dansk-norske præst Hans Egede, som er kendt som Grønlands apostel. Denne statue blev sat op i 1921 og er en kopi af den statue, som står foran Marmorkirken i København. Herfra har man udsigt over både Godthåbsfjorden, Håbets Ø, den gamle kolonihavn, hvor Grønlands Nationalmuseum og Arkiv holder til, Grønlands Hjemmestyres nye lokaler og Nuuks store boligkomplekser på Radiofjeldet.
Da Lov om Grønlands Kirke og Skole blev vedtaget i 6. maj 1993 fik Kirken i Grønland status som eget stift under Folkekirken i Danmark med egen biskop i Nuuk. Den første biskop over Grønland i 616 år blev Kristian Mørk, som blev ordineret i 1994. Mørk forlod stillingen året efter, hvorefter Sofie Petersen blev biskop. Hun blev den anden danske kvindelige biskop nogensinde.
Loven om Grønlands Kirke og Skole trådte i kraft 1. november 1993. Denne lov angiver også, at Vor Frelser Kirke er Grønlands domkirke.